# André Gouzes
André Gouzes OP (* 6. Juni 1943 in Brusque, Aveyron; † 23. August 2024 in Gramond) war ein französischer Ordenspriester, Kirchenmusiker und Komponist sowie Schriftsteller.

## Leben
André  Gouzes war von 1961 bis 1963 Schüler des bekannten Dominikanerkollegs in der Abtei Sorèze. Im Alter von 20 Jahren trat er 1963 in den Dominikanerorden ein und studierte Katholische Theologie und Musik in Paris sowie an der Universität von Montreal in Kanada. 1974 empfing er die Priesterweihe. Von 1969 bis 1975 war André Gouzes Kantor im Dominikanerkloster Rangueil in Toulouse. Ab 1975 restaurierte und belebte er die Abtei Sylvanès (Salvanesium) in der Region Midi-Pyrénées wieder und war dort Direktor des Ausbildungszentrums für Liturgie und Kirchengesang. Er initiierte in der Abtei Sylvanès ein Zentrum für geistliche Musik, Spiritualität und Ökumene auf.
Gouzes war ein bedeutender Vertreter der zeitgenössischen Kirchenmusik. Er komponierte zahlreiche auf orthodoxer Musik beruhende Messen und Wechselgesänge zum Stundengebet, insgesamt rund dreitausend Kompositionen, die in Frankreich häufig im Rahmen der katholischen Liturgie aufgeführt werden. Er schrieb die Liturgie chorale du peuple de Dieu. Jährlich im Juli und August findet in der Abtei das Festival international de musique sacrée de Sylvanès statt.
Im Gotteslob von 2013 befinden sich folgende Gesänge von André Gouzes:
- 95 Du Licht vom Lichte (Kv)
- 177,2 Ich glaube an Gott (Credo)
- 722 Lamm Gottes
- Ö 786 Nehmt und esst den Leib des Herrn (Katholische Kirche Österreich)

André Gouzes verstarb im August 2024 im Alter von 81 Jahren an den Folgen einer Alzheimer-Erkrankung, wegen der er seit 2018 in einem Pflegeheim wohnte.

## Ehrungen und Auszeichnungen
- 1996: Offizier des Ordre national du Mérite
- 2005: Mitglied der Académie des Jeux floraux
- 2006: Ritter der Légion d’honneur
- Offizier des Ordre des Arts et des Lettres

## Werke
- Sylvanès : histoire d’une passion. 1991, ISBN 978-2-220-06215-0.
- Le rosaire de Fra Angelico : méditations de Catherine de Sienne. Éditions du Cerf, 1995, ISBN 2-204-05196-9.
- Une Église condamnée à renaître. entretiens avec Philippe Baud, Éd. Saint-Augustin, 2001, ISBN 2-88011-233-8.
- Le chant du cœur : conversations sur la foi. Éditions du Cerf, 2003, ISBN 2-204-07251-6.
- La nuit lumineuse : initiation au mystère de Pâques. Paris, 2004 ISBN 2-227-47334-7.